# 胡斯托谢拉街71号犹太会堂

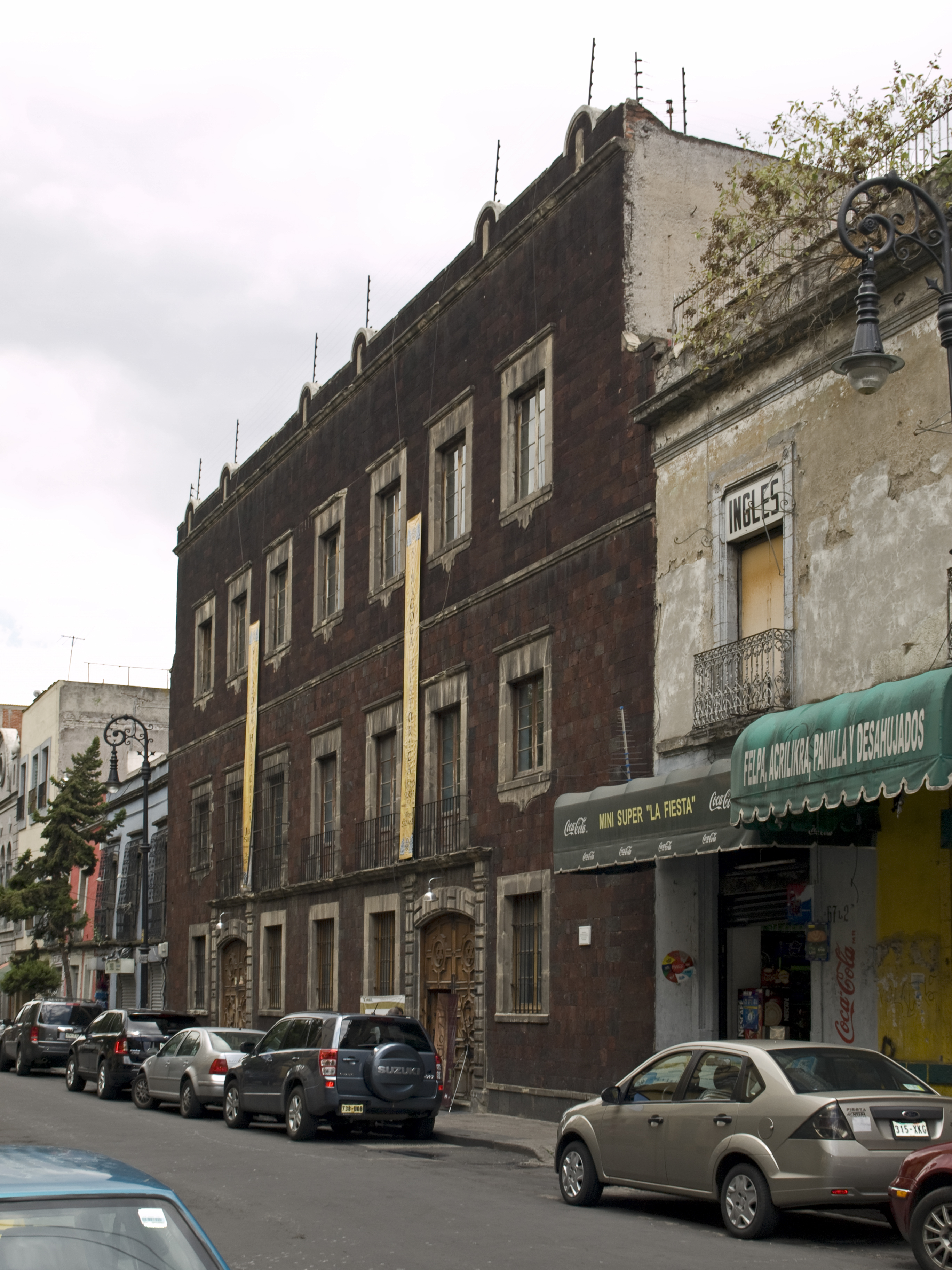
胡斯托谢拉街71号犹太会堂外观

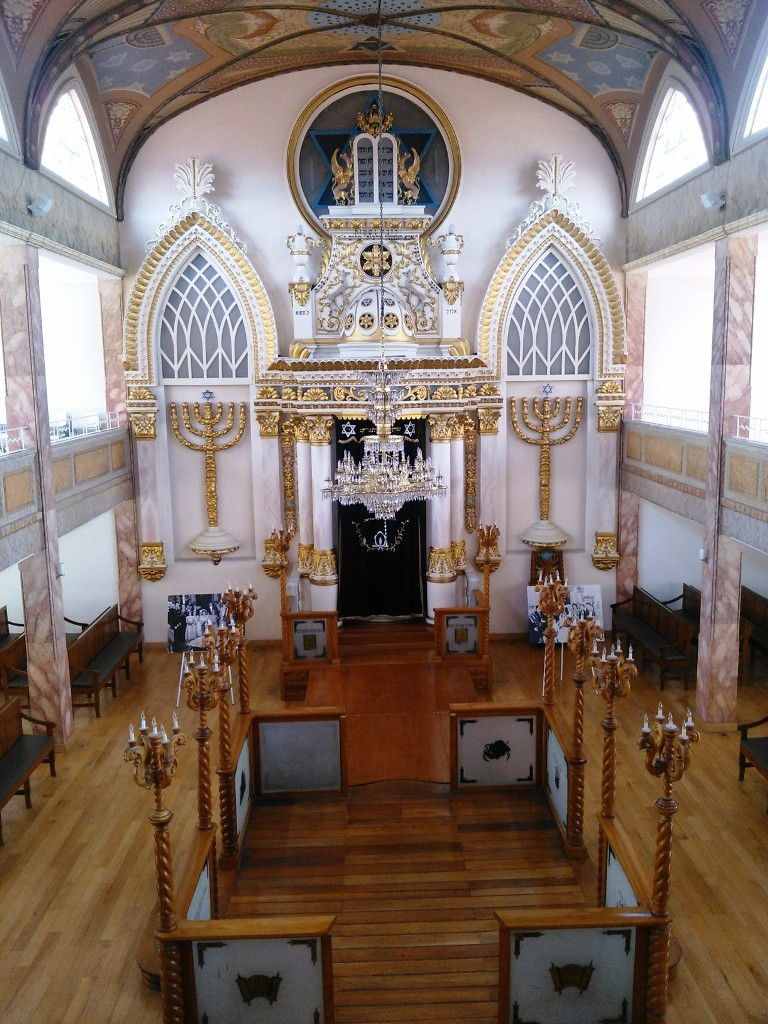
犹太会堂内部

胡斯托谢拉街71号犹太会堂（Sinagoga Histórica Justo Sierra 71，又名Synaguoge Nidjei Israel），是墨西哥城历史中心一个古老的阿什肯納茲猶太人犹太会堂。 这座建筑既是一座犹太会堂，又是墨西哥城历史中心犹太社区的文化中心。它建于1941年。

## 历史
这个宗教场所是为拉梅赛德（La Merced）街区来自波兰、俄罗斯和立陶宛的猶太教正統派移民而建。这是墨西哥城的第二座阿什肯納茲猶太人犹太会堂。

## 建筑
建筑师拉克尔·富兰克林声称，这座建筑的妥拉櫃的设计受到了立陶宛希奥利艾犹太会堂的影响。

胡斯托谢拉街71号犹太会堂
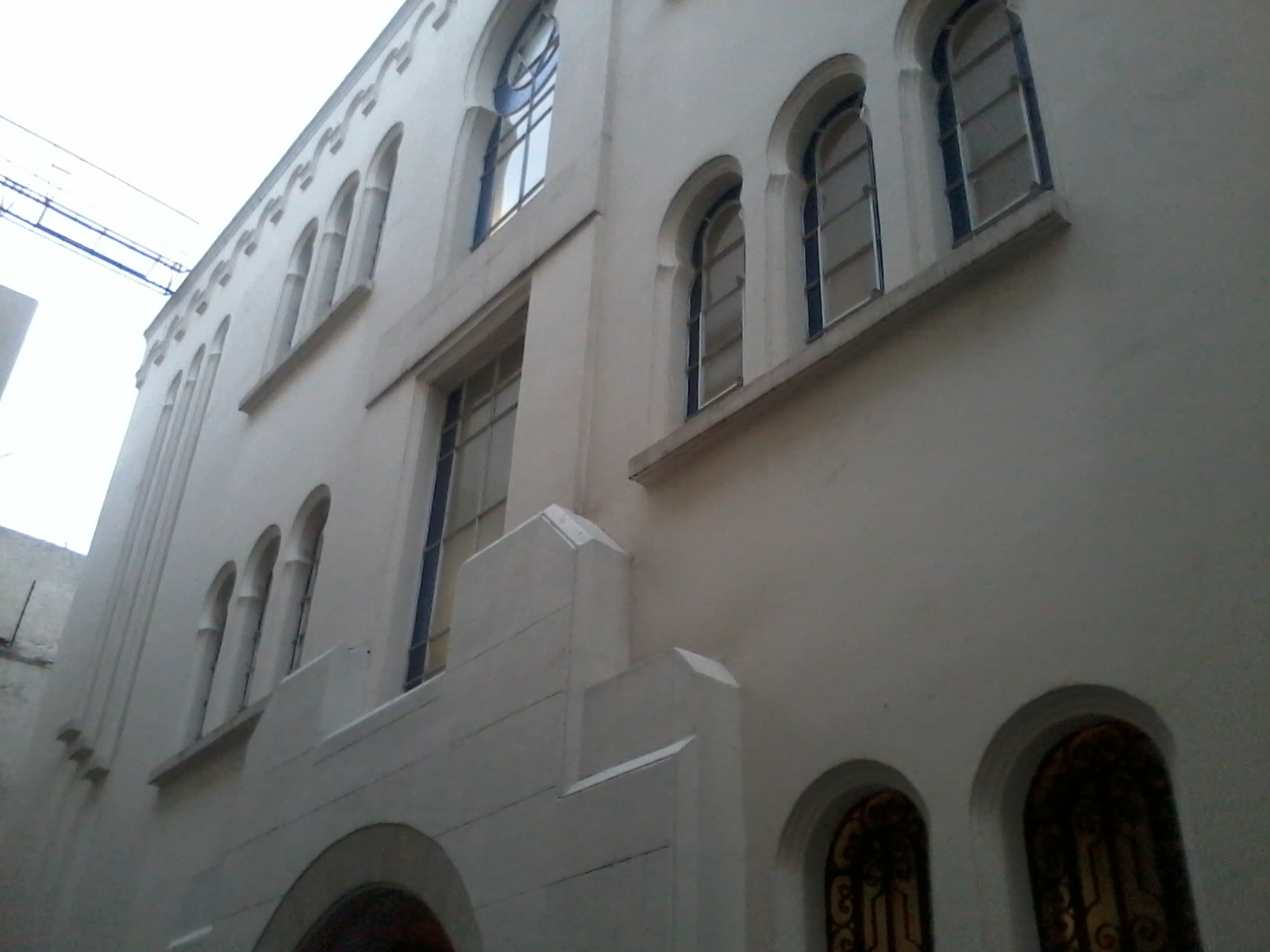